# Mohammed Rahim Khan
Mohammed Rahim Khan, ou Mouhammad Rahim Khan (1775-1825), est le deuxième souverain (et le quatrième dirigeant) de la dynastie ouzbèke des Koungrates du khanat de Khiva. Il régna de 1806 à 1825.
Il monta sur le trône après la mort tragique de son frère aîné Eltouzar qui régna de 1804 à 1806. Lui-même avait réussi à s'échapper à Khiva, après l'échec de la razzia contre Boukhara au cours de laquelle Eltouzar trouva la mort. 

## Politique intérieure
Afin de renforcer et de développer le prérogatives de l'État dans un pays soumis depuis près d'un siècle à l'anarchie, Mohammed Rahim Khan lance une série de réformes importantes. Il fonde un conseil supérieur pour améliorer l'administration, réforme les taxes et met de l'ordre dans le système des douanes. C'est le premier souverain koungrate à battre monnaie d'or et d'argent. Le khanat utilisait surtout auparavant la monnaie de l'émirat de Boukhara.
Les premières mesures de centralisation sont effectuées sous son règne. Il lutte contre le « rassemblement » des terres autour de Khiva. En 1808-1809, il mène une expédition contre les Tchovdoures. En 1811, il soumet enfin les tribus ouzbèkes du delta de l'Amou-Daria qui s'étaient séparées du Khorezm. IL soumet également en 1812-1813 des tribus kazakhes du Syr-Daria inférieur et dans les années 1820, la ville de Merv (aujourd'hui en Iran).
Il poursuit une politique de développement économique notamment en améliorant et en développant le système d'irrigation.

## Politique étrangère
Mohammed Rahim renforce ses liens diplomatiques avec l'Empire russe, l'Empire ottoman et l'Empire afghan. C'est surtout avec ce dernier pays que les liens sont amicaux et le roi Mohammed Châh (1809-1818) se réfugie à Khiva. Quand il retrouve son trône, il octroie des privilèges aux marchands du khanat de Khiva afin de commercer sans entraves dans le pays.
L'envoyé russe N. Mouraviev (1794-1866) est dépêché à sa cour en 1819-1820 à Khiva et il publie en 1822 un livre sur son voyage. Le khanat selon lui avait alors une population de 300 000 habitants pour la plupart ouzbeks ou turkmènes.
Une mission diplomatique russe est envoyée à Khiva en 1820. Elle est dirigée par A. F. Negri.

## Rayonnement culturel

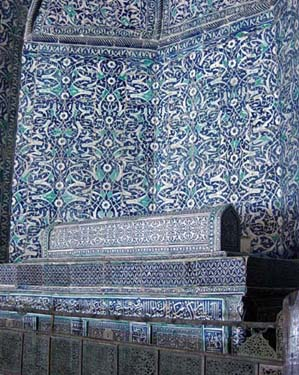
Tombe de Mohammed Rahim au mausolée Pahlavan Mahmoud de Khiva.

En plus de sa langue natale ouzbèke, Mohammed Rahim parlait le persan et l'arabe. Il s'efforce pendant son règne de protéger les sciences et les arts. Il fait construire la madrassa Koutloug Mourad et la mosquée de Bagbanla, etc. Il commande un nouveau trône en 1815 recouvert de plaques d'argent et décoré d'arabesques. Il se trouve aujourd'hui dans un musée de Moscou. L'historien khivaïte Mounis Khorezmi travaillait à la rédaction de son Histoire du Khorezm à cette époque.
Le fils de Mohammed Rahim, Alla Kouli Khan, lui succède au trône du khanat de Khiva.